# Merck & Co.
Merck & Co., Inc., cunoscută și sub numele de Merck Sharp & Dohme, sau MSD, este una dintre cele mai mari zece companii farmaceutice din lume, cu un profit de peste 4,6 miliarde $ și 61.500 de angajați în anul 2005.
Înființată în 1891, Merck dezvoltă, produce și vinde vaccinuri și medicamente din mai mult de 20 de categorii terapeutice.
În martie 2009, Merck & Co a preluat compania farmaceutică americană Schering-Plough concurentă pentru suma de 41,1 miliarde dolari.
Compania este prezentă și în România, unde a avut în 2008 o cifră de afaceri de 124,1 milioane lei.